# 石原町 (北九州市)
石原町（いしはらまち）は福岡県北九州市小倉南区の地名。郵便番号は803-0185。

## 概要
北九州市小倉南区の東谷地区の一部に当たる地域で、東および南では同じく東谷地区の新道寺、西では中谷地区春吉、北では中谷地区山本および高津尾と接する。古くは秋月街道（現在の国道322号。香春街道とも）の宿場町が設置されていた。のちに宿場としての機能は北の徳力へ移され石原町は半宿へ格下げとなり、徳力・呼野間の中継点として機能するにとどまることとなったが、その後もこの一帯の代表的地域であることは変わらず、「石原町」の名が石原町地外に設置された駅や郵便局に付されている。
昭和以降は東谷村がセメント城下町として栄えたこともあり、現在は東谷地区の中心市街地は南に隣接する新道寺およびさらに南の木下へ移っている。石原町東部の新道寺とまたがる区域には小倉鉄工団地が整備されており、コイルセンター国光や九州鉄工などの金属加工工場が入っている。

## 歴史

### 沿革
- 1889年（明治22年）4月1日 - 町村制施行により企救郡石原町村・新道寺村・母原村・井手浦村・木下村・市丸村・小森村・呼野村が合併し東谷村が発足、旧石原町村は東谷村大字石原町となる。
- 1948年（昭和23年）9月10日 - 東谷村が小倉市へ編入され東谷村は廃止。東谷村大字石原町は小倉市大字石原町となる。
- 1963年（昭和38年）2月10日 - 小倉市は合併により北九州市となる。小倉市大字石原町は北九州市小倉区大字石原町となる。
- 1974年（昭和49年）4月1日 - 小倉区分区により大字石原町は小倉南区の所属となる。

## 交通

### 鉄道
JR日田彦山線が通過するが石原町地内に駅は設置されていない。最寄駅は新道寺にある石原町駅。

### 道路
- 国道322号（秋月街道・旧道）：石原町地区の中心部を南北に通過する。
- 国道322号（呼野バイパス・現道）：石原町地区の東側を沿って通過している。現在この一帯の南北の通行はこちらがメインとなっている。南は香春町・田川市方面、北は小倉方面へ延びる。

### 路線バス
国道322号（旧道）上に「石原町」バス停および「石原鉄工団地入口」バス停が設置されている。この2つのバス停は同一系統上にあり、いずれのバス停も以下の2系統の路線が利用できる。
- 西鉄バス北九州
  - 志井線 ■□ 34：中谷 - 石原町 - 新道寺 - 志井 - 志徳団地北 - 北方 - 小倉駅バスセンター - 砂津
  - 東⾕〜徳⼒線 ■□ 1：中谷 - 石原町 - 新道寺 - 志井 - 志徳団地北 - 徳力公団前駅
    - 北方面は国道322号を経由する小倉南インターチェンジ付近の中谷行き、南方面は福岡県道256号新道寺曽根線・福岡県道257号井手浦徳力線を経由する志井方面行きとなる。

## 主な施設
- 石原町公民館
- 九州電力石原町変電所
- 大応寺

### 周辺で「石原町」の名称を冠した施設
以下は石原町のみならず東谷地区全体のための施設としての意味合いが強い。
- JR日田彦山線 石原町駅（大字新道寺）
- 石原町郵便局（大字新道寺）：嘗ては東谷地区全域の集配を担当していた。郵政民営化とその後の再編で集配に関しては北九州中央郵便局の出先（集配センター）扱いを経て最終的に北九州中央局直轄化。
- NTT西日本西谷石原電話交換所（大字高津尾）：西谷・中谷・東谷の3地区（所謂三谷地区）を管轄する電話局。市内局番は451・452。